# Лука дела Робија
Лука дела Робија (итал. Luca della Robbia; Фиренца, 1399/1400 — 10. фебруар 1482) био је један водећих вајара у стварању фирентинског стила ренесансе. Основао је породичну радионицу за производњу емајлиране керамике. Прије него што је развио процес за израду емајлиране керамике, Лука је углавном радио скулптуре у мермеру. 